# Brochymena parva
Brochymena parva är en insektsart som beskrevs av Ruckes 1946. Brochymena parva ingår i släktet Brochymena och familjen bärfisar. Inga underarter finns listade i Catalogue of Life.